# أمعين
أمعين مدينة من مدن منطقة دثينة في محافظة أبين، وإحدى المدن المهمة في اليمن. تحدها من جهة الشمال منطقة القاع، وتحدها من جهة الجنوب منطقتا عراكبي ولبو، ومن الشرق منطقة الخديرة ومديرية مودية، ومن جهة الغرب منطقة القوز وصرة النخعين، ويبلغ عدد سكانها حوالي (12000) نسمة..وتقع على الخط الدولي بين محافظتي عدن وحضرموت كما تعد العاصمة الاقتصادية والتجارية لمديريات محافظة أبين الشرقية (لودر، الوضيع، مودية، جيشان والمحفد) والتي تعد السوق التجاري الأول لأبناء هذه المديريات.